# Ladelund
Ladelund település Németországban, Schleswig-Holstein tartományban. Lakosainak száma 1479 fő (2023. december 31.).

## Népesség
A település népességének változása:
| Lakosok száma | 1040 | 1381 | 1370 | 1343 | 1410 | 1455 | 1479 |
|               | 1975 | 2014 | 2017 | 2019 | 2021 | 2022 | 2023 |